# 波蒂加
波蒂加（德語：Pottiga，發音：[ˈpɔtɪɡaː]）是德国图林根州萨勒-奥拉县曾经的一个市镇，面积7.6平方千米，2017年12月31日人口为397人。2019年1月1日，波蒂加与另外6个市镇合并为新市镇伦施泰格地区罗森塔尔。